# Wind River: Rising
Pour les articles homonymes, voir Wind River et Rising.
Série
Wind River
(2017)
Pour plus de détails, voir Fiche technique et Distribution.
Wind River: Rising est un film américain réalisé par Kari Skogland et actuellement sans date de sortie annoncée. Il s'agit de la suite de Wind River de Taylor Sheridan, sorti en 2017. Martin Sensmeier et Gil Birmingham y reprennent leurs rôles respectifs de Chip et Martin Hanson.

## Synopsis
Le FBI fait appel au traqueur Chip Hanson et à son père Martin pour résoudre une série de meurtres dans la réserve indienne de Wind River dans le Wyoming, où était morte quelque temps auparavant Natalie, la sœur de Chip.

## Fiche technique
Sauf indication contraire, les informations mentionnées dans cette section peuvent être confirmées par la base de données cinématographiques IMDb,  présente dans la section « Liens externes ».
- Titre original : Wind River: Rising
- Titre de travail : Wind River: The Next Chapter
- Réalisation : Kari Skogland
- Scénario : Patrick Massett et John Zinman, d'après certains personnages créés par Taylor Sheridan
- Musique : Cristobal Tapia de Veer
- Décors : Jordan Ferrer
- Costumes : Jennifer Haffenden
- Photographie : Zak Mulligan
- Montage : Dev Singh
- Production : Matthew George, Basil Iwanyk, Erica Lee

Producteurs délégués : Michael Frislev, Jonathan Fuhrman, Hernan Narea, Chad Oakes, Michele Reiner, Rob Reiner, Derrick Rossi et Courtney Shepard
- Sociétés de production : Castle Rock Entertainment, Acacia Entertainment et Thunder Road Pictures
- Société(s) de distribution : n/a
- Budget : n/a
- Pays de production :  États-Unis
- Langue originale : anglais
- Format : couleur
- Genre : policier, thriller, drame
- Durée : N/A
- Date de sortie[1] : N/ADate sujette à modification

## Distribution
- Martin Sensmeier : Chip Hanson
- Gil Birmingham : Martin Hanson
- Jason Clarke
- Scott Eastwood
- Chaske Spencer
- Alan Ruck
- Kali Reis
- Tatanka Means (en)

## Production
En novembre 2022, Kari Skogland est officialisée à la réalisation d'une suite de Wind River, dont le scénario a été écrit par Patrick Massett (en) et John Zinman (en). Le titre est alors Wind River: The Next Chapter. Martin Sensmeier est annoncé pour reprendre son rôle du premier film, Chip Hanson. En mars 2023, d'autres acteurs rejoignent le projet : Jason Clarke, Scott Eastwood, Chaske Spencer, Gil Birmingham (déjà présent dans le premier film), Alan Ruck, Kali Reis ou encore Tatanka Means (en),.
Initialement prévu janvier 2023, le tournage débute le 15 mars 2023 à Calgary. Les prises de vues doivent durer jusqu'au 24 avril 2023.
Le titre est ensuite changé en Wind River: Rising. En janvier 2025, l'actrice Kali Reis déclare qu'elle n'a pas été informée sur le statut du film, tourné depuis presque deux ans.